# Оношко Алла Іванівна
Алла Іванівна Оношко (17 квітня 1924 — 11 квітня 1944) — радянська розвідниця-парашутистка Приморської армії.

## Біографія
Народилась 17 квітня 1924 року в родині військовослужбовця і акторки. Після смерті батька виховувалась в родині бабусі. В 1939—1940 роках мешкала в Севастополі, мати працювала в театрі Чорноморського флоту, Алла навчалась в школі № 8.
З початком радянсько-німецької війни навчалась на курсах медсестер, і після їх закінчення в 1943 році направлена в розвідувальне управління Окремої Приморської армії.
Загинула 11 квітня 1944 року на скелях біля села Гончарного при виконанні бойового завдання під час парашутного стрибка. Місцеві жителі підібрали її і таємно поховали.

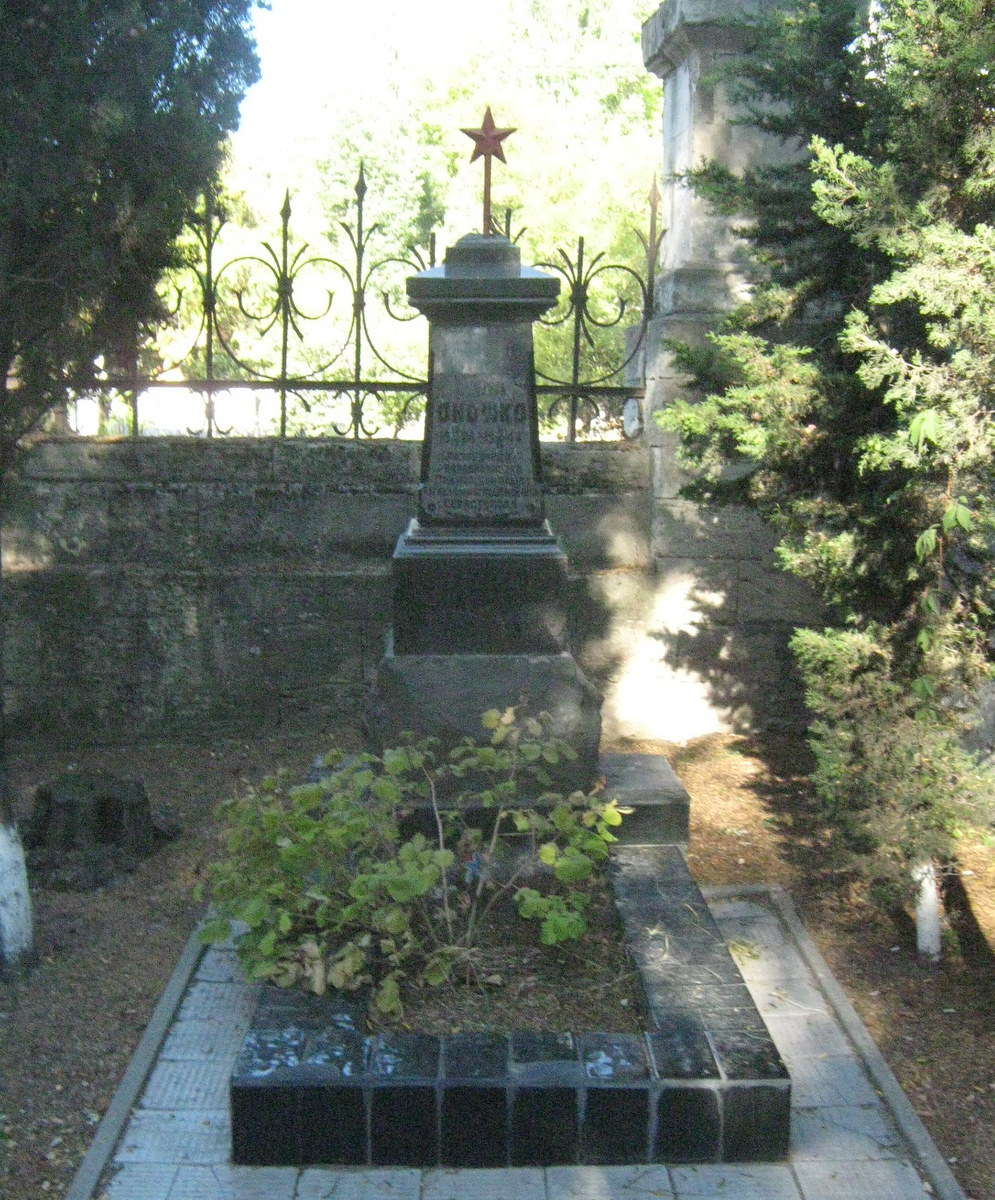
Могила Алли Оношко

У 1945 році останки Алли Оношко перенесені до Севастополя на кладовище Комунарів.

## Нагороди, пам'ять
У травні 1944 року Алла Опошко посмертно нагороджена орденом Вітчизняної війни 2-го ступеня.
22 грудня 1954 року у Севастополі вулицю Нижньо-Кряжеву перейменовано на вулицю Алли Оношко. Анотаційна дошка встановлена на будинку № 7.
В липні 1975 року рішенням Ради Міністрів Української СРСР Севастопольській середній школі №8 присвоєне ім'я Алли Оношко.
22 червня 2006 року на Північній стороні Севастополя відкритий пам'ятний знак, присвячений розвідниці. Фінансування проекту фінансувалось подружжям Гаврилюків. Знак являє собою купол парашута з обірваними стропами, на якому стоїть скеля. Табличка знаку безкоштовно виготовлена в майстерні Покровського собору.